# Ewald von Kleist (Politiker)
Graf Ewald Friedrich August Conrad von Kleist (* 3. August 1825 in Olbernhau, Amt Lauterstein, Königreich Sachsen; † 6. August 1877 in Johannisbad, Böhmen, Österreich-Ungarn) war ein Gutsbesitzer, Landrat und Reichstagsabgeordneter.

## Leben
Ewald von Kleist war der Sohn von Graf Wilhelm Bogislav Kleist vom Loß und Augusta Isidora, geborene Erbgräfin von Loß. Er wuchs auf den elterlichen Gütern in Olbernhau, Oberlößnitz und Tzschernowitz auf und besuchte das Gymnasium zu Schulpforta. Nach dem Studium der Rechtswissenschaften in Berlin ging er in den Staatsdienst, zunächst in den Justizdienst, dann in die Verwaltung. Er arbeitete zwei Jahre lang bei der königlichen Regierung in Koblenz und verwaltete kommissarisch die Kreise Wetzlar und Altenkirchen. 1860 bis 1867 war er Landrat in Guben. Von diesem Amt trat er bereits 1867 zurück, um sich ganz der Verwaltung seiner Güter und seiner parlamentarischen Aufgaben zu widmen, da er seit 1866 Abgeordneter der Konservativen Partei im Preußischen Landtag war.
Außerdem saß er im Kreistag und vertrat die Provinz Niederlausitz im Kommunallandtag in Lübben, war Mitglied des Provinzialrates und Vorsitzender des Provinzialausschusses für die Provinz Brandenburg.
Von 1866 bis 1867 war er Mitglied des Preußischen Abgeordnetenhauses, von 1867 bis 1871 Mitglied des Norddeutschen Reichstags und von 1871 bis 1874 und 1877/78 Mitglied des Deutschen Reichstags für die Konservative Fraktion für den Wahlkreis Frankfurt 7 (Guben-Lübben).
Ewald war Erbe der Güter Tzschernowitz, Beesgen und Döbern im Kreis Guben, besaß außerdem die Olbernhauer Güter im Erzgebirge und war Mitbesitzer von Raddatz.
1861 heiratete er Gräfin Luise von Reventlow, mit der er drei Töchter hatte.

## Auszeichnungen
Kleist war 1870/71 Teilnehmer am Krieg gegen Frankreich und wurde mit dem Eisernen Kreuz II. Klasse dekoriert. Er war ferner Inhaber des sächsischen Albrechts-Ordens, des Roten Adlerordens IV. Klasse und des Kronenordens III. Klasse.